# Geprüfte Sicherheit

GS-Zeichen

Mit dem Siegel Geprüfte Sicherheit (GS-Zeichen) wird in Deutschland einem verwendungsfertigen Produkt bescheinigt, dass es den Anforderungen des § 20 des Produktsicherheitsgesetzes (ProdSG) entspricht. Diese Anforderungen sind nach „Maß und Zahl“ vor allem in DIN-Normen und Europäischen Normen oder anderen allgemein anerkannten Regeln der Technik konkretisiert. Die seit 1977 existierende Zertifizierung soll den Benutzer und Dritte bei bestimmungsgemäßer und vorhersehbarer Verwendung (im nichtharmonisierten Bereich, d. h. ohne eine europäische Vorgabe) und durch Einhaltung der europäischen Vorgaben (im harmonisierten Bereich) vor Schäden an Leib und Leben schützen.
Das GS-Zeichen ist das einzige gesetzlich geregelte Prüfzeichen in Europa für Produktsicherheit. Die CE-Kennzeichnung wird für bestimmte Produkte gefordert, ist aber lediglich eine Erklärung des Herstellers oder Inverkehrbringers, dass er alle europäischen Vorgaben (Richtlinien und/oder Verordnungen) einhält. Alle anderen Zeichen wie ENEC, VDE, ÖVE, TÜV, BG sind private Zeichen von einzelnen Prüf- oder Zertifizierstellen oder Vereinbarungen zwischen Prüfhäusern.

## Bedeutung
Bei der GS-Prüfung wird überprüft, ob das Produkt den Anforderungen des § 20 ProdSG hinsichtlich der Gewährleistung des Schutzes von Sicherheit und Gesundheit von Personen entspricht. Dies schließt die Anforderungen der europäischen Richtlinien und/oder Verordnungen ein, die mit dem ProdSG und seinen Verordnungen umgesetzt werden (zum Beispiel Niederspannungsrichtlinie oder Maschinenrichtlinie). Nicht eingeschlossen in die Prüfung und Zertifizierung für das GS-Zeichen sind europäische Richtlinien, die zwar die CE-Kennzeichnung vorsehen, aber nicht auf Sicherheit und Gesundheitsschutz ausgerichtet sind (z. B. Richtlinie 2004/108/EG (EMV-Richtlinie), Richtlinie 2009/125/EG (Ökodesign-Richtlinie), Richtlinie 2004/22/EG (Messgeräte-Richtlinie)). Die Bedienungsanleitung ist ein Produktbestandteil, d. h. ohne Bedienungsanleitung ist das Produkt unvollständig. Funktionsprüfungen gehören beim GS-Zeichen nur so weit zum Prüfumfang, wie es für die Prüfung der Sicherheit erforderlich ist. Das GS-Zeichen ist somit kein allgemeines Qualitätszeichen. Die Qualität über die Lebensdauer eines Produktes wird nicht geprüft. Das GS-Zeichen bedeutet, dass eine vom deutschen Staat autorisierte Prüfstelle das Produkt anhand eines Baumusters geprüft hat und eine Fertigungsüberwachung durchführt.
In der Regel greifen Hersteller (zur Definition siehe § 2 Nr. 14 ProdSG) sowohl aus Qualitätssicherungsgründen als auch aus Marketinggründen auf das GS-Zeichen zurück. Der Käufer hat somit eine Bestätigung durch eine vom Hersteller unabhängige Stelle, dass das Produkt sicher im Sinne des ProdSG ist. Das GS-Zeichen kann verwendungsfertigen Produkten zuerkannt werden (zum Beispiel Maschinen, Handwerkzeugen, Spielzeugen, Elektrogeräten, Leuchten, Haushaltsgeräten oder Möbeln). Stellen, die ein GS-Zeichen vergeben dürfen, werden von der Zentralstelle der Länder für Sicherheitstechnik benannt.

### Vergleich mit der CE-Kennzeichnung
Das GS-Zeichen ist mit seinen Anforderungen an die Vergabe zwar gesetzlich geregelt, aber im Gegensatz zur CE-Kennzeichnung freiwillig in der Anwendung. Mit der CE-Kennzeichnung bestätigt der Hersteller, dass das gekennzeichnete Produkt konform zum geltenden europäischen Binnenmarktrecht ist. Er ist damit auch für die Aufsichtsbehörden der Verantwortliche für diese Produkte. Die „CE“-Kennzeichnung muss vom Hersteller verpflichtend angebracht werden. Dies gilt allerdings nur bei Produkten bzw. Produktgruppen, für die es einen entsprechenden EU-Rechtsakt gibt (z. B. die Niederspannungsrichtlinie für Elektroprodukte in den dort definierten Spannungsgrenzen). Produkte, die von keinem solchen Rechtsakt erfasst werden, dürfen hingegen kein CE-Kennzeichen tragen (z. B. Leitern und Tritte). Demgegenüber bedeutet das GS-Zeichen die Produktprüfung und Fertigungsüberwachung durch eine unabhängige Prüf- und Zertifizierungsstelle („GS-Stelle“).

## Rechtslage
Um das GS-Zeichen anbringen zu dürfen und ein produktbezogenes Zertifikat zu erhalten, muss der Hersteller sein Produkt von einer zugelassenen Prüfstelle (GS-Stelle) einer Baumusterprüfung unterziehen. Eine Liste aller GS-Stellen ist bei der Bundesanstalt für Arbeitsschutz und Arbeitsmedizin verfügbar.
Zur Aufrechterhaltung des Zertifikates führt die GS-Stelle Kontrollmaßnahmen (zum Beispiel Überwachung der Fertigungsstätte) durch. Bei den Kontrollmaßnahmen wird überprüft, ob das hergestellte Produkt noch dem geprüften Baumuster entspricht oder Änderungen vorgenommen wurden. Diese meist jährliche Inspektion beinhaltet auch eine Überprüfung des Qualitätswesens und der Endproduktprüfung.
Bei relevanten Veränderungen an dem Produkt muss der Hersteller die GS-Stelle informieren. Relevante Änderungen sind alle Änderungen, die die Konformität mit dem ProdSG beeinträchtigen könnten und vor allem Abweichungen zu dem von der Prüfstelle erstellten Prüfbericht bedeuten. Die GS-Stelle muss kontrollieren, ob die vorgenommenen Änderungen eine Nachprüfung oder je nach dem eine Änderung des Prüfberichtes erfordern. Je nach Änderung wird das veränderte Produkt einer nochmaligen Nach-Prüfung unterworfen.

### Konkurrenzsituation zu CE

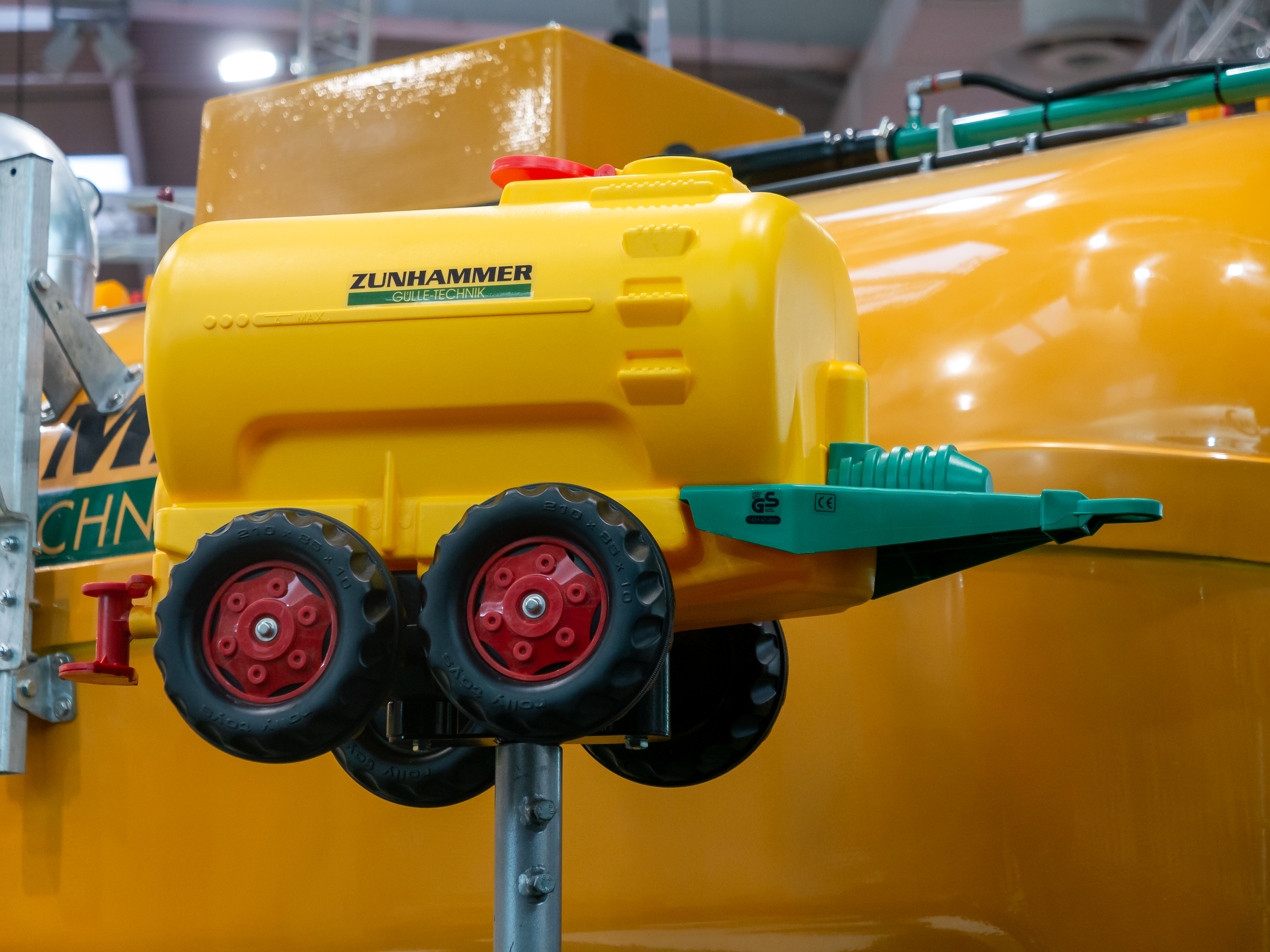
Kinderspielzeug mit GS- und CE-Prüfzeichen

Die EU-Kommission hat am 14. Februar 2007 ein Legislativpaket vorgeschlagen, wonach Deutschland das GS-Zeichen abschaffen müsste. In dem Vorschlag für einen Beschluss des Europaparlaments und des Rates über einen gemeinsamen Rechtsrahmen für die Vermarktung von Produkten heißt es in Artikel 16 (2): 

„Die CE-Kennzeichnung ist die einzige Kennzeichnung, die die Konformität des Produkts mit den geltenden Anforderungen bescheinigt. Hinsichtlich der Übereinstimmung mit den Bestimmungen über die CE-Kennzeichnung in den Rechtsvorschriften sehen die Mitgliedstaaten davon ab, eine Bezugnahme auf eine andere Konformitätskennzeichnung als die CE-Kennzeichnung in ihre nationalen Regelungen aufzunehmen, oder streichen eine solche.“

 Die Mitgliedstaaten und das Europäische Parlament haben diesen Vorschlag der EU-Kommission jedoch nicht übernommen. In Art. 30 der Verordnung (EG) Nr. 765/2008 über Vorschriften für die Akkreditierung und Marktüberwachung heißt es nun in Ziffer 5: 

„Das Anbringen von Kennzeichnungen, Zeichen oder Aufschriften, deren Bedeutung oder Gestalt von Dritten mit der Bedeutung oder Gestalt der CE-Kennzeichnung verwechselt werden kann, ist untersagt. Jede andere Kennzeichnung darf auf Produkten angebracht werden, sofern sie Sichtbarkeit, Lesbarkeit und Bedeutung der CE-Kennzeichnung nicht beeinträchtigt.“

 Da das GS-Zeichen schon immer eine andere Bedeutung hat als die CE-Kennzeichnung, ist die Vergabe ohne Änderungen wie bisher möglich.

### Berücksichtigung von polycyclischen aromatischen Kohlenwasserstoffen (PAK)
Seit dem 1. April 2008 muss bei der Vergabe des GS-Zeichens entsprechend einem Beschluss des „Ausschusses für technische Arbeitsmittel und Verbraucherprodukte (AtAV)“ vom 20. November 2007 eine Prüfung auf polycyclische aromatische Kohlenwasserstoffe berücksichtigt werden. Diese Prüfung muss laut Festlegung der Zentralstelle der Länder für Sicherheitstechnik (ZLS) verbindlich für Produkte entsprechend den Anforderungen der Ziffer 4.1 des PAK-Dokumentes ZEK 01-08 angewendet werden. Dies betrifft alle Produkte, die PAK enthalten können und bei bestimmungsmäßiger Anwendung angefasst werden sollen. Betroffen sind also beispielsweise Kunststoff- oder Gummigriffe von Werkzeugen, Haushaltsmaterialien und Geräte die auf Polymeren basieren oder mit Beschichtungen versehen wurden, die PAK enthalten können. Das PAK-Dokument ZEK (Zentraler Erfahrungsaustauschkreis) AfPS GS 2014:01 PAK „Prüfung und Bewertung von Polyzyklischen Aromatischen Kohlenwasserstoffen (PAK) bei der Zuerkennung des GS-Zeichens“ stellte anfangs sicher, dass alle diese Prüfung durchführenden Laboratorien eine einheitliche Prüfmethode zur Ermittlung des PAK-Gehaltes anwenden. Diese Anforderungen wurden am 15. Mai 2019 überprüft und überarbeitet, die GS-Spezifikation AfPS GS 2014:01 PAK wurde mit der GS-Spezifikation AfPS GS 2019:01 PAK ersetzt.